# 2020년 하계 올림픽 미크로네시아 연방 선수단
2020년 하계 올림픽 미크로네시아 연방 선수단은 2021년 도쿄에서 열린 2020년 하계 올림픽에 참여한 올림픽 미크로네시아 연방 선수단이다. 총 2개의 종목에서 3명이 참가했다. 올림픽 미크로네시아 연방 선수단에게는 2000년 하계 올림픽부터 쉬지 않고 6번째 하계 올림픽에 참여하게 된다.

## 출전 선수
아래 목록은 하계 올림픽에 참가한 미크로네시아 연방 선수들의 수이다.
| 종목 | 남자 | 여자 | 총합 |
| ---- | ---- | ---- | ---- |
| 육상 | 1    | 0    | 1    |
| 수영 | 1    | 1    | 2    |
| 총합 | 2    | 1    | 3    |

## 출전 종목

### 육상
미크로네시아 연방은 세계 육상에서 단일 선수를 올림픽에 보내라는 보편성 초대를 받았다.
성적
| 출전 선수 | 종목      | 본선  | 본선 | 준결선        | 준결선        | 결선          | 결선          |
| 출전 선수 | 종목      | 결과  | 순위 | 결과          | 순위          | 결과          | 순위          |
| --------- | --------- | ----- | ---- | ------------- | ------------- | ------------- | ------------- |
| 스콧 피티 | 남자 100m | 11.25 | 6    | 진출하지 못함 | 진출하지 못함 | 진출하지 못함 | 진출하지 못함 |

### 수영
미크로네시아 연방은 2021년 6월 28일 FINA 포인트 시스템을 기반으로 하여 FINA로부터 각각의 개인 이벤트에서 1위 수영 선수 2명(성별당 1명)을 올림픽에 보내라는 보편성 초청을 받았다.
성적
| 출전 선수     | 종목                | 본선    | 본선 | 준결승        | 준결승        | 결승          | 결승          |
| 출전 선수     | 종목                | 시간    | 순위 | 시간          | 순위          | 시간          | 순위          |
| ------------- | ------------------- | ------- | ---- | ------------- | ------------- | ------------- | ------------- |
| 림티아코 타시 | 남자 200m 개인 혼영 | 2:07.69 | 45   | 진출하지 못함 | 진출하지 못함 | 진출하지 못함 | 진출하지 못함 |
| 타야나 애덤스 | 여자 100m 평형      | 1:25.36 | 41   | 진출하지 못함 | 진출하지 못함 | 진출하지 못함 | 진출하지 못함 |